# Comuna Dmîtrivka, Fastiv
Dmîtrivka (în ucraineană Дмитрівка) este o comună în raionul Fastiv, regiunea Kiev, Ucraina, formată din satele Dmîtrivka (reședința) și Pivni.

## Demografie
Componența lingvistică a comunei Dmîtrivka
     Ucraineană (97,23%)
     Rusă (2,11%)
     Alte limbi (0,66%)
Conform recensământului din 2001, majoritatea populației comunei Dmîtrivka era vorbitoare de ucraineană (97,23%), existând în minoritate și vorbitori de rusă (2,11%).